# Пера Детлић
Пера Детлић (енг. Woody Woodpecker) је анимирани лик, који се појављивао у кратким биоскопским цртаним филмовима у продукцији Волтер Ленц Студија, а дистрибуирао их је Јуниверсал Студио, од 1940. до 1972. године. Постоје и три анимиране серије са Пером Детлићем: „Шоу Пере Детлића“ (1957 - 1997), „Нови Шоу Пере Детлића“ (1999 - 2002) и „Пера Детлић“ (2018 - до данас).    

## Настанак и развој
Волтер Ленц је инспирацију за Перу Детлића добио 1941. године, док је био на меденом месецу у Џун Лејку, са својом супругом Грејс Стефорд. Ноћима нису могли да спавају, због детлића који се налазио на крову њиховог смештаја. Када је почела да пада киша, схватили су да им је птица направила рупе на крову. Волтер је желео да убије птицу, али му је Грејс предложила да направи цртани филм о иритантном детлићу. Ленц је Перу Детлића представио публици 25. новембра 1940. године, као гостујућег лика Енди Панди у филму „Куц, куц“.
Пери Детлићу је у почетку глас позајмљивао Мел Бланк, међутим продуценти нису били задовољни њиме. На цртежима Пере Детлића, као копист, радила је Ленцова жена Грејс Стефорд, која је једном док је пила кафу имитирала глас Пере Детлића, чим су је присутни чули, одвели су је у студио и снимили. Мелов глас је ипак остао у уводној шпици, када Пера каже „Погоди ко сам?“ (енг. Guess who?).
Седам година након премијере, Пера Детлић је добио и своју прву тематску композицију. Композиција је први пут употребљена 1948. године, постала је прва нумера из цртаног филма која је била номинована за Оскара за најбољу филмску музику.
Постепено је лик Пере Детлића прелазио на телевизију. Први Шоу Пере Детлића на телевизији је приказан 1957. године, али је због велике популарности приказиван у биоскопима све до 1972. године, када је Ленц затворио свој студио због све већих продуцентских трошкова. 

## Пера Детлић код нас
Студио РТБ је од 1974. године синхронизовао Перу Детлића, тада је Пери глас позајмљивао Милутин Мића Татић. Синхронизоване су епизоде из „Шоу Пере Детлића“ (1957 - 1997). Неки од негативаца који се појављују у цртаћу су Сима Ражањ, алигатор који жели да поједе Перу Детлића и Веља Морж, који жели у миру и тишини да се окупа, али не може од Пере Детлића. 
У Србији се 2007. године на РТС 2 приказивао и „Нови Шоу Пере Детлића“ (код нас се звао „Шоу Пере Детлића“), а глас Пери Детлићу је позајмљивао Драган Вујић Вујке. Једна епизода има три кратка скеча, од тога су два скеча са Пером Детлићем, а један скеч је са неким другим ликом као што су: Чили Вили, Вини Детлић или Неца и Веца. Ликови који се појављују у серији су:
- Пера Детлић живи у кућици на дрвету као подстанар. Често иритира свог комшију Банета и његову газдарицу Госпођу Злицу. Пера има шкотско порекло, и из племена је Мек Детлића. Серија спомиње његовог деду Рилета Мек Детлића, који се тркао колима. Перин карактер подсећа на Тома Сојера.
- Вини Детлић је пријатељица Пере Детлића (појављује се и у „Шоу Пере Детлића“ где му је девојка), има своје сопствене авантуре у серији. Сналажљива је и воли да импровизује.
- Неца и Веца су сестрић и сестричина Пери. Несташни су и разиграни, често ремете ујка Перу у његовој дремци.
- Луле/Баз Лешинар је главни негативац Пери и Вини. Иако им често прави сплетке, детлићи га често надмудре.
- Кљуца је жути канаринац, који помаже Лулету у његовим сплеткама.
- Бане Морж је први Перин комшија. Пера Детлић га иритира и зато га не воли, иако се Пера и Бане не воле, често се удружују и раде нешто заједно.
- Госпођа Злица је Перина газдарица, која му изнајмљује кућицу на дрвету. Она је мрзовољна и злобна, али свој посао схвата озбиљно.
- Чили Вили је неми пингвин који живи на Антартику, а његове авантуре започињу углавном тако што жели да се наједе или да се склони од хладноће.